# The Mall Athens
The Mall Athens es un centro comercial de Atenas, la capital del país europeo de Grecia. Fue el primero en su clase en construirse en Grecia y uno de los mayores centros comerciales y de ocio en el sureste de Europa. The Mall Athens se encuentra cerca del Estadio Olímpico de Atenas, en el suburbio de Maroussi y fue abierto al público el 25 de noviembre de 2005. Cuenta con aproximadamente 200 puntos de venta para uso comercial y de ocio, repartidos en cuatro niveles, y cubre cerca de 58.500 metros cuadrados con 90.000 metros cuadrados de espacio subterráneo. 